# Retrait de l'Union européenne
Le retrait de l'Union européenne est une possibilité pour les États membres envisageant de quitter l'Union européenne. Il s'agit d'un retrait d'un traité — depuis son entrée en vigueur le 1er décembre 2009, le traité de Lisbonne offre la possibilité aux pays membres de se retirer selon leurs règles respectives, via l'article 50 du traité sur l'Union européenne.
La question du retrait de l'Union européenne se distingue de celle de la suspension d'un État membre de l'Union européenne.
Le 31 janvier 2020, le Royaume-Uni se retire de l'Union Européenne.

## Clause de retrait

### Théorisation d'un retrait avant le traité de Lisbonne
Joël Rideau estime que, avant le traité de Lisbonne, « il n'était […] pas imaginable qu'un État désireux de se retirer […] puisse se voir opposer le caractère définitif de ses engagements ». Selon Hermann-Josef Blanke et Stelio Mangiameli, la question du retrait de l'Union avant l'article 50 TUE se divise en deux principaux courants : le premier qui considère que l'Union européenne est une pure organisation internationale ; le second qui résulte de la théorie fédéraliste (qui n'a rien à voir avec la notion d’État fédéral mais qui résulte d'un mode organisationnel).

#### Approche fédérale, confédérale et droit international général
Selon ces théories, il faut distinguer selon le modèle qui peut être soit fédéral, soit confédéral, soit en droit international.
Dans leurs sens communs respectifs, ces deux termes désignent deux réalités différentes. Alors qu'une fédération désigne « une union d’États dans laquelle la fédération et les États membres détiennent les éléments constitutifs de l’État ». Une fédération est dans le cadre du droit constitutionnel résultant de la constitution fédérale. Néanmoins, cette constitution prend la forme d'un traité international établissant la fédération. La confédération est à mi-chemin entre l'organisation internationale et la fédération. De compétences limitées, elles ne sont pas un État et n'ont pas de juridiction territoriale. Cette dernière catégorie n'existe plus dans la réalité d'aujourd'hui, tandis que la première définition ne peut s'appliquer à l'Union car celle-ci n'est pas un État.
Selon Blanke et Mangiameli, l'Union et les États-Unis avant la fédération présentent certaines similarités. Ils excluent toutefois une comparaison plus poussée sur ce point précis du fait que les Articles de la Confédération établissent une « union perpétuelle ». En dépit de l'emploi du terme « perpétuel », les Articles ne visaient, selon Blanke et Mangiameli citant les Federalist Papers, qu'à dissuader toute sécession de la confédération et la perte de ce droit ne résulte que des développements subséquents à la guerre de Sécession.
L'Union est à mi-chemin entre ces deux éléments : elle peut être considérée comme un type d'organisation internationale, une organisation supranationale, capable d'imposer directement des obligations sur ses États membres et ses citoyens ; elle a certaine caractéristique fédérale comme l'obligation d'impliquer les institutions supranationales et celles des États membres sur un pied d'égalité lors d'une révision. L'Union est donc, selon Blanke et Mangiameli, un nouveau type d'entité politique fédérale, bien qu'il ne s'agisse pas d'un État. Le tribunal constitutionnel fédéral allemand avait utilisé le néologisme de « staatenverbund » pour la désigner. Selon Rideau, « l'ampleur des effets concrets de la participation [à l'Union] sur le tissu économique et social des États membres […] » serait le « facteur d'irréversibilité des engagements ».
Selon le droit constitutionnel, la sécession n'est pas possible dans un État fédéral car le retrait d'une part constituante détruirait l’État fédéral lui-même. C'est le cas, notamment aux États-Unis. Des États fédéraux ont parfois donné la possibilité à une de leurs parties constitutives de faire sécession (la constitution russe de 1977, la Tchécoslovaquie, etc.) mais celle-ci ne peut être unilatérale. En droit international, la sécession n'est possible que dans le contexte colonial. Les évolutions récentes (Kosovo, Sud-Soudan, etc.) ont entraîné le développement d'une théorie selon laquelle la sécession est possible en dernier recours lorsque l'oppression d'un peuple au sein d'un État rend cela nécessaire.
Dans une confédération, le droit international des traités s'applique et le retrait n'est possible qu'en cas d'accord unanime entre les membres.

#### Applications de l'approche fédérale à l'UE
L'existence d'un « ordre juridique communautaire intégré à l'ordre juridique interne et distinct de l'ordre juridique international » rend inopérant le droit constitutionnel et le droit international per se.
Appliqué à la théorie fédéraliste, il n'y avait donc pas, à l'époque, de droit de retrait unilatéral de l'Union européenne. Cela était renforcé par la référence à « une union sans cesse plus étroite entre les peuples européens » dans le préambule du traité et par la durée illimitée des traités. Cela signifierait donc que les États aurait perdu la capacité de se prononcer seul sur leur participation à l'Union puisque : les individus sont également liés par le traité et sont donc également compétents et le droit de l'Union prime sur le droit interne. La Cour de justice considérant les traités comme la charte constitutionnelle de l'Union, le retrait ne peut se faire qu'en retirant l’État entier du traité, réduisant ainsi la capacité de la cour d'intervenir dans le droit interne de cet État. L'opinion 1/92 de la Cour indique en ce sens l'emploi de l'article 236 du traité instituant la Communauté économique européenne (à l'instar de la situation du Groenland).

#### Applications de l'approche en droit international à l'UE
En termes de droit international, la question qui se pose est l'opposabilité du droit international au droit primaire de l'Union. En dépit de la création d'un ordre juridique intégré, le droit international resterait, selon cette approche, applicable lorsque le droit primaire européen est muet. L'absence de disposition sur le retrait conduirait donc à appliquer les normes de droit international concernant le retrait d'un État d'un traité. La Convention de Vienne sur le droit des traités n'est pas applicable directement car tous les États partis aux traités de l'Union européenne ne l'ont pas ratifiés. Elle fait cependant partie du droit international coutumier. En ce sens l'article 54, reflétant la coutume internationale, dispose :

« L'extinction d'un traité ou le retrait d'une partie peuvent avoir lieu :
a) conformément aux dispositions du traité ; ou,
b) à tout moment, par consentement de toutes les parties, après consultation des autres États contractants. »

— Article 54 de la Convention de Vienne sur le droit des traités
L'article 56 de la Convention de 1969 vient en revanche complexifier le retrait unilatéral en indiquant qu'en l'absence d'une disposition sur le retrait, un État ne peut dénoncer un traité que s'il s'agit de l'intention des rédacteurs des traités de rendre le retrait possible, ou que cela soit implicite compte tenu de la nature du traité. La référence à « une union sans cesse plus étroite entre les peuples européens » indiquerait donc que le retrait unilatéral n'est pas possible. À l'inverse, la référence au respect de l'identité des États membres pourrait être interprété comme rendant possible un retrait unilatéral.

### Depuis le traité de Lisbonne
Le traité de Lisbonne est le premier traité européen à prévoir un mécanisme de retrait volontaire et unilatéral de l’Union européenne :

« Tout État membre peut décider conformément à ses règles constitutionnelles de se retirer de l’Union. »

— Article 50 du Traité sur l'Union européenne.
L’État membre qui souhaite se retirer notifie son intention au Conseil européen, qui présente des orientations pour la conclusion d’un accord fixant les modalités du retrait,. Cet accord est conclu au nom de l'Union par le Conseil européen, statuant à la majorité qualifiée, après approbation du Parlement européen,.
Les traités cessent de s’appliquer à l’État qui en fait la demande, dès l’entrée en vigueur de l’accord, ou au plus tard deux ans après la notification du retrait. Le Conseil peut décider à l'unanimité de prolonger cette période « en accord avec l'État membre concerné ». Tout État, sorti de l’UE, pourra demander à être réintégré, en se soumettant à nouveau à la procédure d’adhésion prévue à l'article 49 du traité sur l'Union européenne.
Cet article a été rédigé par le député européen Alain Lamassoure. Celui-ci indique que l'introduction de l'article 50 a essentiellement été motivée pour faire pression sur le Royaume-Uni et la République tchèque, pays de tradition eurosceptique. Auparavant, « la doctrine demeurait partagée quant à l’existence d’une possibilité implicite de retrait unilatéral ».
Les traités européens ne prévoyant pas de sortie de la zone euro sans sortie de l'Union européenne, l'article 50 apparaît également comme un moyen de sortie de la zone euro. La création d'un protocole ad hoc, annexé aux traités, est également envisageable dans cette perspective.

## Historique

### Indépendance de l'Algérie en 1962
Considérée comme partie intégrante de la République française, l'Algérie est incluse dans le Traité de Rome au moment de la signature de celui-ci en 1957. Elle cesse d'en faire partie, de plein droit, dès la proclamation de son indépendance, en 1962 ; elle va cependant bénéficier, de manière dérogatoire, du maintien d'un certain statu quo par l'application des dispositions de l'article 227, alinéa 2 du traité, jusqu'en 1968.

### Échec du référendum de 1975 sur le retrait du Royaume-Uni
En 1975, soit seulement deux ans après son adhésion, le Royaume-Uni a procédé à un référendum sur son maintien ou son retrait des Communautés européennes car le gouvernement conservateur d'Edward Heath n'avait pas organisé de référendum sur l'adhésion à l'instar des autres États candidats. Avec une participation de 64 %, les Britanniques approuvèrent le maintien dans les Communautés européennes à 67,2 %.

### Évolution de statut du Groenland en 1985: un pas vers l'indépendance du Danemark
Le Groenland, territoire danois, a procédé en 1982 à un référendum sur son retrait. Les résultats furent positifs et, en conséquence, le Danemark demanda au Conseil de l'Union européenne de réviser le traité selon la procédure prévue à l'article 236 du traité instituant la Communauté économique européenne (TCEE). Cette révision permit la conclusion du traité sur le Groenland, amendant le TCEE, le 1er février 1985.

### Évolution de statut de Saint-Pierre-et-Miquelon en 1985
Saint-Pierre-et-Miquelon, territoire français, faisait partie de la CEE mais l'a quittée le 11 juin 1985.

### Future constitution et article 50
En 1991 et 1993, Buchanan et l'European Constitutional Group (en) ont suggéré que la sortie de membres sous la forme de sécession était un ingrédient important pour une future constitution européenne.
L'existence d'une clause de sortie a été prévue dans l'Avant-projet du traité instituant une constitution pour l’Europe présenté par Valery Giscard d'Estaing en octobre 2002, ainsi que dans la proposition de constitution dite texte de Cambridge en raison de son écriture par un groupe d'experts constitutionnels de l'université de Cambridge conduits par le Professeur Alan Dashwood et commissionné par le Foreign Office, et disponible le même mois de la même année. Les deux textes sont issus de la convention lancée en décembre 2001, par l'UE.
| Article 27 du Cambridge text: | «Any Member State may withdraw from the European Union. It shall address to the Council its notice of intention to withdraw. The Council, meeting in the composition of the Heads of State or Government and acting by unanimity, shall determine, after consulting the Commission and the European Parliament, the institutional adjustments to this Treaty that such withdrawal entails. 3. For the purpose of this Article, the Council, meeting in the composition of Heads of State or Government, and the Commission shall act without taking into account the vote of the nationals of the withdrawing Member State. The European Parliament shall act without taking into account the position of the Members of parliament elected in that State.» |

Avec le nouveau millénaire, une clause de retrait est introduite dans la constitution puis dans le traité européen. D'après certains Britanniques, elle représente une rupture considérable avec la tradition, une telle provision n'ayant jamais été incluse dans les traités jusqu'à présent, et elle souligne la nature volontaire de l'appartenance et de la souveraineté continuelle de l’État membre.

### Évolution de statut de Saint-Barthélémy en 2012: un nouveau PTOM
Le 1er janvier 2012, l'île française de Saint-Barthélemy change de statut au sein de l'Union européenne à sa demande après la réforme des collectivités d'outre-mer précédemment votée en 2007 marquant son détachement de la Guadeloupe, la faisant passer du statut de région ultrapériphérique (RUP) au statut de pays et territoire d'outre-mer (PTOM) de l'UE. De ce fait, tout en restant territoire d'un État membre de l'UE (et les citoyens de l'île gardant donc le statut de citoyen de l'Union européenne), l'île ne fait plus elle-même partie de l'Union.
Saint-Martin, qui a de la même façon changé de statut au sein de la République française, n'a quant à elle pas changé de statut au niveau européen, demeurant une RUP et donc faisant toujours partie intégrante de l'Union européenne.

### Sortie du Royaume-Uni de l'Union Européenne (2020)
Le 22 janvier 2013, le Premier ministre britannique David Cameron annonce que, s'il est réélu, il organisera un nouveau référendum vers 2015-2017 sur le maintien du Royaume-Uni au sein de l'Union européenne. Les débats sur le retrait du Royaume-Uni de l'Union européenne sont récurrents dans la politique britannique des années 2010.
Le référendum sur le maintien du Royaume-Uni dans l'Union européenne a eu lieu le 23 juin 2016, donnant 51,9 % (17 410 742 voix) pour le retrait et 48,1 % (16 141 241 voix) pour le maintien dans l'Union européenne, la participation étant de 72,2 %. Le retrait du Royaume-Uni de l'Union Européenne est effectif depuis le 31 janvier 2020.

## Questions soulevées lors d'un retrait
Le retrait d'un État de l'Union européenne est susceptible de soulever diverses questions, en raison de différents fondements juridiques :
- la clause de la nation la plus favorisée ;
- la convergence réglementaire ;
- le nouveau partenariat (modèle norvégien ? modèle ukrainien ? modèle suisse ? modèle CETA+ ? union douanière partielle ?) ;
- la question de l’État membre sortant et des pays tiers : un enjeu trilatéral ;
- la mise en œuvre du Grandfathering pour permettre à l’État membre sortant de bénéficier de la continuité des traités européens ;
- les accords mixtes ;
- le séquençage des négociations et ratification.

## Partis politiques proposant la sortie de l'UE

### Allemagne
Le parti Alternative pour l'Allemagne préconise une sortie de la zone euro sans toutefois renoncer à l'intégration européenne de l’Allemagne,,.

### Autriche
En Autriche, le parti de gauche Euro-Austritt (Comité « Sortir de l’euro ») : Wilhelm Langthaler, Albert F. Reiterer. Le FPÖ, établi en 1956, est un parti populiste de droite dont la base électorale est principalement composée de jeunes travailleurs. En 1989, leur position vis-à-vis de l'Union européenne changea et devint eurosceptique. Ils ont exprimé leur opposition à l'adhésion de l'Autriche en 1994, et s'opposèrent à l'euro en 1998. Le parti s'exprime aujourd'hui en faveur d'un retrait de l'Union. Le Bündnis Zukunft Österreich, établit en 2005, est un parti socialement conservateur ayant des éléments eurosceptiques. En 2011, le parti a soutenu le retrait de la zone euro et, en 2012, s'est exprimé en faveur d'un retrait de l'Union. Candidat du FPÖ à l'élection présidentielle autrichienne de 2016, Norbert Hofer indique qu'il pourrait envisager un référendum sur le maintien de l'Autriche dans l'Union européenne si cette dernière devient, dans le contexte du Brexit, « centralisée » ou si la candidature d'adhésion de la Turquie aboutit.

### Belgique
En Belgique, le Mouvement pour l'Indépendance de la Belgique prône la sortie de l'Union européenne par l'article 50.

### Espagne
En Espagne le Frente Cívico Somos Mayoría (FC – Front civique) de Manolo Monero Pérez.

### Finlande
En Finlande, le Parti de l'indépendance de Antti Pesonen souhaite le retrait.

### France

#### Rassemblement national (RN) (jusqu'en 2019)
Le Rassemblement national prônait clairement la sortie de la zone euro jusqu'en 2017, en 2019 il abandonne cette proposition — cette proposition est particulièrement mise en avant sous la présidence de Marine Le Pen — et a envisagé la sortie de l'Union européenne à plusieurs reprises, par exemple lors des élections européennes de 1994 (d'après l'universitaire Emmanuelle Reungoat, « certains dirigeants » prônent alors cette mesure « en l'assortissant en général d'une valorisation de l'Europe des Patries ») ou de l'élection présidentielle de 2002 (programme de Jean-Marie Le Pen). Emmanuelle Reungoat relève que « ce type d'appel n'apparaît cependant jamais dans la propagande électorale des élections européennes et, surtout, il se raréfie après 2002 ».
Si Marine Le Pen formule une demande « solennelle au président de la République d'organiser, en janvier 2014 [...] un référendum sur la sortie de la France de l'Union européenne », « l'affirmation d'une volonté de sortir de l'UE fait néanmoins l'objet d'un usage parcimonieux ». Dans son programme actuel, le FN prône « une renégociation des traités afin de rompre avec la construction européenne dogmatique en total échec », en posant notamment comme condition « que la France retrouve la maîtrise de sa monnaie et de sa politique monétaire ». À l'issue du séminaire organisé par son parti en février 2016, Marine Le Pen tranche en faveur de l'ouverture de négociations afin d’obtenir des clauses de non-participation à certaines politiques européennes, dont l’union monétaire. En cas d’échec de ces négociations, un référendum portant sur la sortie de l’Union serait organisé. En juillet 2016, elle promet d’organiser un référendum sur la sortie de l'Union européenne si elle est élue présidente de la République, après une « période de renégociation profonde de la nature de l’UE », précisant qu’elle démissionnerait si les Français décidaient d'un choix contraire au sien.
Le journaliste Laurent de Boissieu estime cependant que le RN demeure divisé entre deux lignes : l'une, défendue par Marion Maréchal-Le Pen et Bernard Monot et alignée sur la position de David Cameron dans le cadre des débats sur le retrait du Royaume-Uni de l'Union européenne, souhaite négocier des clauses de non-participation à certaines politiques européennes, et notamment sortir de la zone euro et de l'espace Schengen ; l'autre, défendue par Marine Le Pen et Florian Philippot et alignée sur la position de Nigel Farage (UKIP), entend, en sus, remettre en cause le principe de primauté du droit de l'Union européenne, donc « refuser le caractère supranational de la construction européenne, c'est-à-dire sa nature même ».

#### Partis favorables à un retrait de l'UE
D'autres partis, se réclament aussi pour le retrait de l'union européenne, c'est le cas, par exemple, de l'Union populaire républicaine (UPR), du parti Les Patriotes, de l'Alliance Royale à l'extrême droite, de Debout la France à droite, du Parti ouvrier indépendant et du Parti ouvrier indépendant démocratique, ainsi que le Pôle de renaissance communiste en France à l'extrême gauche.

### Grèce
En Grèce, le retrait est souhaité à gauche par l'EPAM (Front populaire uni) et le Parti communiste, à droite par Aube dorée.

### Italie
En Italie, cette tendance est incarnée par le parti Pour le bien commun et la Coordinamento nationale sinistra contro l’euro (Coordination nationale contre l’euro) : Moreno Pasquinelli, qui s'est prononcé pour la sortie de l'UE lors de la rencontre d'Assise le 23 août 2014 (cf. Déclaration d'Assise). En juillet 2020 un sénateur ayant quitté le Mouvement 5 étoiles fonda son propre parti appelé Italexit sur le modèle du Brexit Party de Nigel Farage dans le but de faire sortir l'Italie de l'Union Européenne.
L'Article 75 de la Constitution italienne qui est celui traitant du référendum d'initiative populaire dispose :
« Le référendum n'est pas admis pour des lois fiscales et budgétaires, d'amnistie et de remise de peine, d'autorisation à ratifier des traités internationaux ».
L'adhésion de l'Italie à l'Union Européenne passant par la ratification du traité de Rome du 25 mars 1957, cette disposition constitutionnelle ne peut être utilisé pour faire sortir l'Italie de l'Union. La question reste débattable au sein du Parlement.

### Suède
Les Démocrates de Suède et le Parti de gauche étaient favorables à la sortie de l'UE jusqu'en 2018.

## Appellations associées à la sortie de l'Union européenne
À partir de l'éventualité de la sortie de la Grèce de la zone euro en 2012, le mot grexit (« Greece + Exit ») est apparu. Cette combinaison « pays + Exit » a été réutilisée par la suite pour évoquer la sortie de l'Union européenne de différents États : brexit pour le Royaume-Uni, frexit pour la France, Nexit pour les Pays-Bas, Oexit pour l'Autriche, Swexit pour la Suède, Fixit pour la Finlande, Dexit pour l'Allemagne, Italexit pour l'Italie. D'autres mots-valise obtenus selon des modèles différents ont également été proposés.
Face à l'utilisation de ce terme, d'autres mots au sens inverse ont également été construits sur la base de « remain ». Ainsi, l'antonyme de brexit est bremain. De même, le collectif WhyEurope créée le hashtag Freste sur les réseaux sociaux.

## Sources

#### Traités internationaux
- Traité sur l'Union européenne (version consolidée), 2012 (lire en ligne)
- Convention de Vienne sur le droit des traités, 23 mai 1969 (lire en ligne)

#### Constitution et décisions de juridictions constitutionnelles
- Constitution de la République d'Italie (lire en ligne)
- Conseil constitutionnel français, « Décision n° 2004-505 DC du 19 novembre 2004 », sur le site du Conseil constitutionnel, 19 novembre 2004 (consulté le 26 juin 2016)
- Tribunal constitutionnel fédéral allemand, Jugement de Maastricht, 2 BvR 2134, 2134/92 (lire en ligne)

#### Ouvrages et articles spécialisés
- (en) Hermann-Josef Blanke et Stelio Mangiameli, The Treaty on European Union (TEU) : A Commentary, Springer, novembre 2013, 1821 p. (ISBN 978-3-642-31705-7)
- Joël Rideau, Droit institutionnel de l'Union européenne, Paris, LGDJ, 2010, 1464 p. (ISBN 978-2-275-03381-5, ISSN 0990-3909)
- (en) Phoebus Athanassiou, « Withdrawal and expulsion from the EU and the EMU. Some reflections », Legal Working Paper Series (European Central Bank), no 10,‎ décembre 2009 (lire en ligne, consulté le 11 janvier 2016)
- (en) Jan-Henrik Meyer, The 1975 referendum on Britain's continued membership in the EEC, CVCE, 2005 (lire en ligne)
- Houda Ben Hamouda, « Le rôle de la France envers le Maghreb au sein de la Communauté européenne (1963-1969) », Matériaux pour l’histoire de notre temps, BDIC, no 99,‎ 2010, p. 90-97 (lire en ligne)
- Christine Guillard, « Le projet de Constitution européenne et le retrait volontaire de l'Union », La Tribune du Droit Public,‎ 2004, p. 47-64 (lire en ligne, consulté le 6 janvier 2017)

#### Articles de presse
- Gaspard Sebag, « Grèce: le scénario catastrophe de la sortie de l'euro », Slate,‎ 22 mai 2012 (lire en ligne, consulté le 12 septembre 2015)
- Arnaud Leparmentier et Alexandre Lemarié, « Alain Lamassoure : « Il faut cesser de faire de l'Europe le bouc émissaire de nos problèmes » », Le Monde,‎ 24 avril 2014 (lire en ligne)
- (en) « Greenland Out of E.E.C. », The New York Times, Copenhague,‎ 4 février 1985 (lire en ligne)

#### Divers
- « Clause de retrait », sur Europa, 2010
- Union populaire républicaine, Programme (lire en ligne)

## Compléments